# Mandament di Puart
El Mandament di Puart (en vènet: Mandamento de Protogruaro o de Portogruèr, en italià: Mandamento di Portogruaro) fou una circumscripció administrativa de la República de Venècia, heretada pels estats habsbúrgics i posteriorment per Itàlia, que comprenia els municipis de Cint, Concuardie, Danon, Fossalte, Gruâr, Puart, Pramaiôr, San Micjêl, San Stin i Tei. També incloïa el municipi venetòfon de Càorle/Cjaurlis, que històricament sempre havia pertangut a la República de Venècia al si del Districte del Dogat.
Llevat el cas específic de Càorle, històricament el Mandament di Puart formava part del Friül, i la majoria dels municipis eren (o són encara) furlanòfons; Danon i San Stin semblen bascular entre el furlà i el vènet. El 1838 les autoritats austríaques transferiren el Mandament di Puart de la província d'Udin a la de Venècia, on ha continuat inclòs administrativament fins avui.
El Mandament di Puart fou abolit el 1923, juntament amb tots els altres mandamenti; però encara funciona popularment a tall de comarca extraoficial, i l'empren com a referent territorial algunes associacions.
Juntament amb l'antic mandamento di San Donà di Piave constitueix l'àrea geogràfica anomenada Vèneto Oriental. Els municipis del territori estan associats i gestionen alguns serveis com el transport públic, a través de l'empresa A.T.V.O., i la recollida i eliminació de residus, a través de l'A.S.V.O; formen la Conferència de Batlles del Vèneto Oriental, ens responsable de la gestió dels fons regionals.
En diverses ocasions hi ha hagut campanyes per a la reunificació amb el Friül: el 1946, quan es preveia crear la regió del Friül - Venècia Júlia; el 1964, quan es preparava la creació de la província de Pordenon; i novament en 1989-1991, en què s'hi celebraren referèndums municipals autogestionats; tot i l'àmplia victòria del sí, els resultats no foren reconeguts per les instàncies oficials. El 26-27 de març de 2006 (tot aprofitant una reforma constitucional de 2001 que permet transferències de municipis entre províncies), el municipi de Cint, en referèndum oficial, votà per incorporar-se al Friül; però la sol·licitud ha restat congelada.
El 21 de desembre del 2006 la província de Venècia reconegué oficialment la llengua furlana al Mandament di Puart, tot i que n'excloïa Pramaiôr, Danon, San Stin i, és clar, Càorle. Fins ara les mesures de protecció i promoció del furlà només han començat a aplicar-se als municipis de Cint, Tei i San Micjêl.